# ميسدونغارد بيتوليغار
ميسدونغارد بيتوليغار (بالفرنسية: Misdongard Betoligar)‏ (مواليد 26 سبتمبر 1985 في إنجامينا) لاعب كرة قدم تشادي دولي يجيد اللعب في خط الهجوم . يلعب حاليا لصالح ميتالاتش غورنيي ميلانوفاتش الصربي منذ 2009 .

## روابط خارجية
- ميسدونغارد بيتوليغار على موقع قاعدة بيانات كرة القدم.إي يو (الإنجليزية)
- ميسدونغارد بيتوليغار على موقع ناشيونال فوتبول تيمز (الإنجليزية)
- ميسدونغارد بيتوليغار على موقع Soccerway.com (الإنجليزية)
- ميسدونغارد بيتوليغار على موقع عالم كرة القدم.نت (الإنجليزية)